# 波鲁尔
波鲁尔（Porur），是印度泰米尔纳德邦Thiruvallur县的一个城镇。总人口28782（2001年）。

## 人口
该地2001年总人口28782人，其中男性14845人，女性13937人；0—6岁人口2684人，其中男1366人，女1318人；识字率79.46%，其中男性为82.82%，女性为75.88%。